# 上議院領袖
上議院領袖（英語：Leader of the House of Lords），乃英國內閣閣員，負責安排政府上議院事務，此職位通常由樞密院議長、掌璽大臣或蘭開斯特公爵領地事務大臣兼任。除非他也是部門部長，否則上議院領袖會承擔大部分政府責任，但從未成為一個獨立受薪官職。上議院領袖辦公室是一個英国政府部门。
儘管上議院領袖是內閣的成員與某黨派人物，他也需要對整個上議院負責。相反，下議院議事程序由議長控制；上議院議事程序只根據議事規則由議員自己控制，雖然任何議員都可以提請注意違反命令或不遵守習俗的行為，唯上議院領袖有責任提醒議員這些規則和促進上議院自律。領袖經常被要求為順序程序和要點提供意見，並且需要在上議院成員的意願下確定補充問題發言的順序。不過，如上議院議長，上議院領袖沒有權力裁定程序問題或干預不恰當的言論。
自2006年7月17日選出新一任上議院議長後，「對私人問題的通知請求做出初步決定，並在某些情況下免除審理中的規則」的職能都轉移到上議院議長。

## 來源
1. ↑   (PDF).   [2009-07-29]. （原始内容 (PDF)存档于2009-07-29）.